# Paul Préboist
Paul Claude Préboist, född 9 juni 1927 i Marseille, Provence-Alpes-Côte d'Azur, död 21 februari 1997 i Paris, var en fransk skådespelare.

## Roller i urval
- 1955 – Kärleksmanöver
- 1956 – Gervaise
- 1957 – Drömmarnas gränd
- 1964 – Flykten från Dunkerque
- 1965 – Håll masken, tomtegubbar
- 1965 – Mannen från Hong-Kong
- 1966 – Den stora kalabaliken
- 1966 – Den stora restauranten
- 1967 – Saken är Oscar
- 1969 – Min onkel Benjamin
- 1970 – Den stora skandalen
- 1970 – Kalabalik på Rivieran
- 1970 – Le Distrait
- 1971 – Båtbygget
- 1971 – Doucement les basses
- 1971 – Liket i lusthuset
- 1972 – Les Malheurs d'Alfred
- 1979 – Ett liv för oss
- 1982 – Deux heures moins le quart avant Jésus-Christ
- 1982 – Les Misérables